# Thập niên 460 TCN
Thập niên 460 TCN hay thập kỷ 460 TCN chỉ đến những năm từ 460 TCN đến 469 TCN.